# Tejerina
Tejerina és un poble de la província de León que pertany a l'Ajuntament de Prioro i a la comarca de Riaño.
El poble de està delimitat pels pobles de Remolina, Prioro, La Xarxa de Valdetuéjar i l'antic Mental, avui un caseriu de cura de bestiar.
Poc abans del poble es troba l'ermita de Retejerina, petita església d'una sola nau on se celebra tots els anys, la festa en homenatge a la Verge de Retejerina, patrona del poble. La tradició diu que és la resta d'un antic monestir. L'ermita de Retejerina té una adoració entre tots els habitants d'aquest petit poble, ja que consideren que sempre ha respost als seus precs.
Tejerina és un poble petit, però amb una gran quantitat d'habitants en els mesos d'estiu, sobretot a l'agost, que és quan sol anar la gent de vacances.
Des de fa uns anys, Tejerina compta amb una Casa Rural de propietat privada i a la qual gent que no és del poble lloga per conèixer més la cultura del poble.